# Affermage
Ne pas confondre avec Affermage des impôts.
 (mars 2025).
Si vous disposez d'ouvrages ou d'articles de référence ou si vous connaissez des sites web de qualité traitant du thème abordé ici, merci de compléter l'article en donnant les références utiles à sa vérifiabilité et en les liant à la section « Notes et références ».
L'affermage est un type de contrat de délégation d'exploitation d’une ferme agricole ou de multiples biens et services. En France, l’affermage existe en droit civil et en droit public.

## En droit civil
L'affermage est un type de contrat dans lequel le propriétaire (bailleur) d'un bien en confie l'exploitation à un fermier. Celui-ci tire sa rémunération du produit de la ferme et verse au propriétaire un fermage (le montant du loyer) dont le montant est convenu à l'avance et indépendant des résultats d'exploitation (le loyer est ferme). Cette notion de risque distingue l'affermage du métayage ou de la régie.
Jadis, un fermier venait quelquefois s'interposer entre le bailleur et son métayer. Il le débarrassait de la charge de contrôler le métayer et de celle de vendre sa part de récolte. Il pouvait aussi rémunérer d'avance le bailleur, lui évitant d'attendre la récolte. 
Ce système était aussi utilisé pour la perception des impôts (Ferme Générale). 

### Statut du fermage
Le statut du fermage est un mode de faire-valoir indirect des biens agricoles en France adoptée par la loi du 13 avril 1946 codifié à l'article L.411-1 et suivants du Code rural.

### En publicité
C'est le modèle économique qui s'impose en France avec entre autres la Société générale des annonces (SGA), société spécialisée dans la régie de publicité pour la presse au XIXe siècle, liée dès 1852 à l'Agence Havas, qui afferme l'espace disponible dans les journaux, parfois pour dix ans.

## En droit public
En droit public, l'affermage est une des formes que peut prendre une délégation de service public.
En droit français, les contrats d'affermage sont ainsi utilisés par les collectivités locales et leurs groupements. C'est par exemple le cas, dans le cadre de la loi de décentralisation, pour déléguer la gestion de certains aéroports. Ce type de contrat est également fréquemment utilisé pour la gestion des services d'eau potable et d'assainissement mais également, de façon sporadique, pour des lignes de chemin de fer en antenne (section de Longueville à Villiers-Saint-Georges) sur la Ligne de Longueville à Esternay, notamment.
La collectivité délégante assure les investissements, le fermier (souvent une société privée) supporte les frais d'exploitation et d'entretien courant. Il se rémunère directement auprès de l'usager par un prix convenu à l'avance dans le contrat d'affermage, révisable selon une formule de variation proposée dans le contrat et utilisant les principaux indices publiés par l'Insee. Pour couvrir les investissements nécessaires au maintien du patrimoine, la collectivité vote chaque année une part du tarif qui lui reviendra (la « surtaxe »). Le fermier est chargé de recouvrer cette part auprès de l'abonné par la facture d'eau et de la restituer à la collectivité dans un délai court fixé par le contrat (entre trois et six mois).